# Emilio Huguet del Villar
Emilio Huguet del Villar (Granollers, 1871-Rabat, 1951) fue un naturalista y geógrafo español, introductor en su país de los estudios de geobotánica y edafología.

## Biografía
Nacido el 7 de agosto de 1871 en Granollers, tuvo una vida agitada, en la que destaca que, pese a su influencia en varios campos científicos, nunca tuvo una posición académica. Emigró a los diecisiete años de edad a Sudamérica, donde se dedicó a la enseñanza, en niveles elementales, de la geografía. A su vuelta, en 1900, se dedicó al periodismo, como un medio de ganarse la vida, pero también como forma de difundir sus alternativas políticas. Defendía la modernización de España, y también su expansión en Marruecos. En esos primeros años del siglo publicó además manuales de geografía, en los que hacía manifiesto su interés por la influencia del medio físico en el desarrollo de las sociedades.
Como discípulo de Reyes Prósper, estudió la vegetación de Gredos, formándose también como sistemático, con la descripción de 15 especies nuevas. Con Obermaier y otros, participó en los trabajos de la expedición que estudió el glaciarismo en la sierra de Gredos. Participó en la elaboración de un léxico glaciológico encargado por la Real Sociedad Española de Historia Natural. En 1921 publicó El valor geográfico de España. Ensayo de Ecética. Con este término, de su invención, se refería a algo parecido a lo que ahora llamamos capacidad de carga del territorio, de su medio natural, anticipándose al tipo de consideraciones en que se basa la actual preocupación por la sostenibilidad de la economía. En 1925 dio a la luz su Avance geobotánico sobre la pretendida estepa central en España, donde postuló un origen antropogénico para lo que desde Willkomm, que la había descrito en 1852, había venido siendo tratado como una formación natural.
Siendo ya un experto reconocido en el campo de la geobotánica, participó en el Congreso Edafológico Internacional de 1924, en Roma, donde asumió el encargó de nuclear a los especialistas españoles, hasta entonces unos pocos ingenieros agrónomos y de montes. En cumplimiento de esta tarea fue fundamental para el nacimiento de la Comisión de Edafología y Geobotánica, de la que fue Secretario. Este momento marca el nacimiento de la edafología en España y la consolidación en español de este nombre para una ciencia que ha recibido tantos. Sus esfuerzos no lograron cuajar una fórmula institucional estable para la edafología en el marco de la investigación agronómica y forestal. Un intento posterior lo supuso la creación, bajo la égida de la Generalidad de Cataluña, del Instituto Mediterráneo de Ciencia del Suelo, que debía haber sido parte de una Asociación Internacional de Ciencia del Suelo radicada en Barcelona; Huguet fue su presidente mientras duró.
En 1937, en plena guerra civil, Huguet publicó Los suelos de la península Lusoibérica, donde vio la luz el segundo mapa científico de los suelos peninsulares, después del presentado por el ingeniero de montes Fernando Baró Zorrilla en el Congreso Forestal Internacional celebrado en Roma en 1926. El mapa de Huguet, de hecho, se basa manifiestamente en el de Baró, aun cuando no lo cite.
Como geógrafo, Huguet promovió una comprensión integrada de los aspectos humanos y los físicos en el estudio de la realidad geográfica. Como geobotánico contribuyó a la comprensión de los factores edáficos en la distribución de las formaciones, e introdujo los conceptos de la escuela centroeuropea, fitosociológica. Contribuciones tan dispares acreditan a Villar como el fundador en España no sólo de la edafología, sino también de la ecología.
Como consecuencia de la guerra civil, y como la mayoría de los mejores intelectuales y científicos españoles de su época, Huguet del Villar terminó sus días en el exilio, en su caso en el Marruecos francés. De esa etapa es su obra: Types de sol de l'Afrique du Nord (1947). Falleció el 21 de enero de 1955 en Rabat.
- La abreviatura «Villar» se emplea para indicar a Emilio Huguet del Villar como autoridad en la descripción y clasificación científica de los vegetales.[4]